# إدي كولينز (لاعب كرة قاعدة)
إدي كولينز (بالإنجليزية: Eddie Collins) هو لاعب كرة قاعدة أمريكي، ولد في 2 مايو 1887 في مقاطعة دوتشيز في الولايات المتحدة، وتوفي في 25 مارس 1951 في بوسطن في الولايات المتحدة.

## وصلات خارجية
- إدي كولينز على موقع دوري كرة القاعدة الرئيسي (الإنجليزية)
- إدي كولينز على موقعبيزبول رفرنس.كوم (الدوري الرئيسي) (الإنجليزية)
- إدي كولينز على موقعبيزبول رفرنس.كوم (الدوري الثانوي) (الإنجليزية)
- إدي كولينز على موقع إي إس بي إن.كوم (أم.أل.بي) (الإنجليزية)
- إدي كولينز على موقع مشجعي الرسوم البيانية (الإنجليزية)
- إدي كولينز على موقع قاعة مشاهير كرة القاعدة (الإنجليزية)
- إدي كولينز على موقع الموسوعة البريطانية (الإنجليزية)
- إدي كولينز على موقع إن إن دي بي (الإنجليزية)